# Eduardo Ferri
Eduardo Ferri (Villa Crespo, Buenos Aires, Argentina - ibíd. ) fue un pianista, bandoneonista, organista y director de orquesta de jazz y tango argentino.

## Carrera
Nace en la calle Thames 360 en Villa Crespo, CABA, en la familia Ferri todos los hermanos tuvieron vocación musical. En el jazz se destacó Eduardo, pianista, y dos hermanos, Alfredo y Amadeo, bandoneonistas. Entre los 16 y 17 años Eduardo formó la Orquesta Ferri que era una "Típica y Jazz Band". Dicha orquesta ejecutaba cuatro ritmos: tango, fox, folklore y algo con aspecto de cosa internacional, como ser el vals vienés y la canzoneta napolitana. También formó parte de la misma el bandoneonista Aníbal Troilo.
De manera paralela encabezó un trío que acompañaba a Mercedes Simone con quien grabó para el sello discográfico RCA Víctor, junto a Ferri estaba al bandoneón Roberto Garza. También se lució junto a Libertad Lamarque y Azucena Maizani
Solo al frente de grandes orquestas actuó en el Teatro Tabarís, Teatro Ópera y Teatro Goyescas, entre otros. Fue durante cinco años concertador en el Teatro Maipo.
Trabajó en un programa en Radio El Mundo en 1936, creando, tras ser propuesto por su amigo el locutor Pablo Osvaldo Valle, el popular cuarteto vocal femenino Ferri, junto a Margarita Solá, Pilar Ferrer, Dorita Bianco (Lita Bianco) y Ada Carriego, luego  que una de ellas se retirase, fue reemplazada por María de la Fuente. Además de actuar por radio, el cuarteto actuó en diversos escenarios porteños y realizó giras por países vecinos.
Desde 1936 hasta 1937 tuvo como músico en su orquesta al italiano Antonio Rodio. Luego se unió a un nuevo conjunto con los bandoneonistas Enrique Rodríguez, Gabriel Clausi y Antonio Rodio. 
Colaboró junto a Eugenio Majul, cuando este tenía 14 años, con su primer tango Tras un sueño, firmándolo con el seudónimo de “Altamar”.
Entre su repertorio musical se encuentran los tangos Mirate en este espejo junto con Egidio Pittaluga y letra de Alberto Ballestero y Luis César Amadori, y Por culpa del cine con letra de Juan Manuel Arizaga.
Desde 1944 hasta 1946 realizó varias presentaciones de jazz junto a la cancionista Lona Warren, con quién actuá en Radio Splendid, en la Boite “El Ancla“ y en la Confitería “Adlón”..
En teatro puso música a la Compañía Sarita Rivera de Espectáculos Cómico-Musicales.

## Temas interpretados
- Refranero , junto a Mercedes Simone.
- Mirate En Este Espejo (1931)
- Serenata Rea (1932)
- Por Culpa Del Cine (1932)